# Славка Динкова
Славка Динкова Държилова е българска просветна деятелка, видна фигура на Българското възраждане, основателка и управителка на първото българско училище в Солун.

## Биография
Родена е в 1850 година в Солун в семейството на видния възрожденец Константин (Динката) Държилов и жена му Велика. Учи в гръцко училище, а по-късно във френското училище на викентинките (според Кузман Шапкарев под името Клеарети). С помощта на брат си Георги Динков получава и грамотност на български.

### Учителка и ръководителка на училище
В 1866 година, насърчена от майка си Велика, Славка Динкова открива в майчината си къща в Солун (в българската махала, на улица „Св. Атанас“ № 11) първото българско девическо училище, в което по-късно учат и момчета.
Има някои сведения, свързани с идеята за откриване на такова училище или за по-ранното му основаване – в писмо на Димитър Миладинов от 22 декември 1859 година се твърди, че руската императрица чрез руския консул във Варна Александър Рачински е пратила пари на Славка Динкова за основаване на българско училище в Солун (но според некролога ѝ тя е родена в 1850 година); през февруари 1862 година Константин Държилов известява зографското монашеско братство, че е основал българска община в Солун, а няколко месеца по-късно им съобщава, че в града вече има и българско училище; с тези писма той фактически иска помощта им за заплащенето на учител.
Славка Динкова обучава учениците си безплатно. Първата година завършват три ученички, а през втората учебна година (1867) след Великден има вече 13 ученички. Тогава училището е „предадено на народа“, който назначава Славка за „привременна управителка“, а трима души за „надзиратели“: Георги Динков, Вело Негрев и Кирияк Държилов. Велика Държилова, починала по това време, завещава на училището имущество. Славка приема и момчета; в края на втората учебна година (1867), по различни източници, там учат между 25 и 30 ученици. Учителката преподавала български език, гръцки език и ръкоделие. Броят на учениците нарасва все повече. Финансова и морална подкрепа на училището дава шивашкият еснаф в Солун, както и родолюбиви българи от града и други места, особено велешани, битолчани и прилепчани, фамилията Държилови, а и самите ученици. Голяма трудност за Славка Динкова е липсата на учебници и по призив на вестниците мнозина се притичват на помощ.
Дейността на училището има силно въздействие за създаването на Солунската българска община. През февруари 1868 година управителното тяло на училището свиква на общо събрание солунските българи, но са поканени и присъстват много българи и от други места. Георги Динков дава отчет; назначени са двама помощници на надзирателството, „попечители вътрешни“, които, поради очакването до пролетта учениците да нарастнат до стотина, да се заемат с приготвянето на чинове. Освен това в своята реч Динков призовава българите да съставят „община за църковно общественото си управление“ и събранието решава да бъде създадена солунската българска община, избира се и нейното ръководството.
Училището и българската община провеждат първото честване в Солун на празника на свети Кирил и Методий в Солун в 1868 година. Изпитът на ученичките станал на „чисто македонобългарски език“.
Стремежът на Славка е да насърчава обществената взаимопомощ, тя обнародва в цариградските вестници благодарствени писма към дарителите. Училището ѝ повдига народностното съзнание на много солунски българи. Тя влага големи усилия не само за развитието на училището, така и изобщо за възпитанието и просветата.

### Педагогически възгледи
Славка Динкова е първата жена, а по отношение на Солун и единствената, която публикува своите възгледи за девическото образование и възпитание. Те са отпечатани на страниците на вестник „Македония“ в четири броя от 1868 година. Подготвя книжка, която се надява да бъде публикувана, с различни мнения, включително и свои, за  възпитанието на девойките. Пише или превежда от френски педагогически материали за образованието. Тя се противопоставя на тезата, че жените се нуждаят само от домашно възпитание или само от начални познания. Стреми се да убеди консервативното общество, че мъжете имат нужда от разумни жени, които да се грижат и за тях, и за дома, и за възпитанието на децата, затова трябва да се изработи цялостна система за девическото възпитание и образование – система, която трябва да е съобразена с характеристиките на женския ум и поведение.
Преждевременната смърт на Славка Динкова през май 1869 година спира работата на училището – то не работи от лятото на 1869 година) и забавя с десетилетие девическото образование на българките в Солун.

## Родословие
|  |  |  |  |  |  |                           |                           |                           |                           |                                |                           |  |  |                                   |                                   |                                   |                                   |                                   |                                   |  |  |                              |                              |                              |                              |                              |                              |  |  |
|  |  |  |  |  |  |                           |                           |                           |                           |                                |                           |  |  |                                   |                                   |                                   |                                   |                                   |                                   |  |  |                              |                              |                              |                              |                              |                              |  |  |
|  |  |  |  |  |  | Киряк Държилов (? – 1877) | Киряк Държилов (? – 1877) | Киряк Държилов (? – 1877) | Киряк Държилов (? – 1877) | Киряк Държилов (? – 1877)      | Киряк Държилов (? – 1877) |  |  | Константин Държилов (1798 – 1890) | Константин Държилов (1798 – 1890) | Константин Държилов (1798 – 1890) | Константин Държилов (1798 – 1890) | Константин Държилов (1798 – 1890) | Константин Държилов (1798 – 1890) |  |  | Велика Държилова (? – 1867)  | Велика Държилова (? – 1867)  | Велика Държилова (? – 1867)  | Велика Държилова (? – 1867)  | Велика Държилова (? – 1867)  | Велика Държилова (? – 1867)  |  |  |
|  |  |  |  |  |  | Киряк Държилов (? – 1877) | Киряк Държилов (? – 1877) | Киряк Държилов (? – 1877) | Киряк Държилов (? – 1877) | Киряк Държилов (? – 1877)      | Киряк Държилов (? – 1877) |  |  | Константин Държилов (1798 – 1890) | Константин Държилов (1798 – 1890) | Константин Държилов (1798 – 1890) | Константин Държилов (1798 – 1890) | Константин Държилов (1798 – 1890) | Константин Държилов (1798 – 1890) |  |  | Велика Държилова (? – 1867)  | Велика Държилова (? – 1867)  | Велика Държилова (? – 1867)  | Велика Държилова (? – 1867)  | Велика Държилова (? – 1867)  | Велика Държилова (? – 1867)  |  |  |
|  |  |  |  |  |  |                           |                           |                           |                           |                                |                           |  |  |                                   |                                   |                                   |                                   |                                   |                                   |  |  |                              |                              |                              |                              |                              |                              |  |  |
|  |  |  |  |  |  |                           |                           |                           |                           |                                |                           |  |  |                                   |                                   |                                   |                                   |                                   |                                   |  |  |                              |                              |                              |                              |                              |                              |  |  |
|  |  |  |  |  |  | Евдокия Алексиаду         | Евдокия Алексиаду         | Евдокия Алексиаду         | Евдокия Алексиаду         | Евдокия Алексиаду              | Евдокия Алексиаду         |  |  | Георги Динков (1839 – 1876)       | Георги Динков (1839 – 1876)       | Георги Динков (1839 – 1876)       | Георги Динков (1839 – 1876)       | Георги Динков (1839 – 1876)       | Георги Динков (1839 – 1876)       |  |  | Славка Динкова (1850 – 1869) | Славка Динкова (1850 – 1869) | Славка Динкова (1850 – 1869) | Славка Динкова (1850 – 1869) | Славка Динкова (1850 – 1869) | Славка Динкова (1850 – 1869) |  |  |
|  |  |  |  |  |  | Евдокия Алексиаду         | Евдокия Алексиаду         | Евдокия Алексиаду         | Евдокия Алексиаду         | Евдокия Алексиаду              | Евдокия Алексиаду         |  |  | Георги Динков (1839 – 1876)       | Георги Динков (1839 – 1876)       | Георги Динков (1839 – 1876)       | Георги Динков (1839 – 1876)       | Георги Динков (1839 – 1876)       | Георги Динков (1839 – 1876)       |  |  | Славка Динкова (1850 – 1869) | Славка Динкова (1850 – 1869) | Славка Динкова (1850 – 1869) | Славка Динкова (1850 – 1869) | Славка Динкова (1850 – 1869) | Славка Динкова (1850 – 1869) |  |  |
|  |  |  |  |  |  |                           |                           |                           |                           |                                |                           |  |  |                                   |                                   |                                   |                                   |                                   |                                   |  |  |                              |                              |                              |                              |                              |                              |  |  |
|  |  |  |  |  |  |                           |                           |                           |                           | Димитриос Динкас (1876 – 1974) |                           |  |  |                                   |                                   |                                   |                                   |                                   |                                   |  |  |                              |                              |                              |                              |                              |                              |  |  |